# Martie Verdenius
Martha Catharina Henderika (Martie) Verdenius (Heerde, 19 oktober 1908 – Amsterdam, 14 september 1997) was een Nederlands tekstschrijver en cabaretier.
Ze was dochter van Gezina Opten en notaris Jacob Verdenius. Tussen 1940 en 1949 (echtscheiding) was ze getrouwd met binnenhuisarchitect Jan Prent; het stel kreeg een zoon en een dochter. Haar registratie in Amsterdam vermeldt als beroepen: journaliste, actrice, schrijfster en cabaretleidster.

## Martie Verdenius
Ze wilde al vroeg actrice worden, maar dat was tegen de zin van haar ouders. Om haar daar weg te houden ging ze "Nederlandse taal en Letterkunde" studeren in Amsterdam. Dit was kat op het spek binden, want ze kon in die stad haar talenten als tekstschrijver en toneelspel voldoende kwijt. Ze zou de studie dan ook niet afmaken. Ze probeerde zich tevergeefs in te schrijven voor de Toneelschool aan de Marnixstraat 150, maar pakte wel een rolletje in de productie Gijsbrecht (1925) van Eduard Verkade. De verlaten studie gaf haar de tijd om zich aan te sluiten bij het Kurhaus Cabaret, verbonden aan het Kurhaus in Scheveningen van Louis Davids, die te boek staat als haar ontdekker en wie ze omschreef als De kleine grote man. Ze zou er jaren aan verbonden blijven, alhoewel ze ook gastrollen bij andere toneeltroepen verzorgde, zoals dat van Alice Dorell. Ze maakte deel uit van het ABC-cabaret van Wim Kan, was betrokken bij het Cabaret de Dix-Heurs en leverde vertalingen voor jeugdtoneel De Sprookjesspelers.
Dat schrijven leidde tot contact met Fien de la Mar, voor wie ze in de eerste oorlogsjaren aan programma’s werkte als Hoe hoort het eigenlijk? en Hallo, Fientje, die in het Leidsepleintheater werden gebracht. Ze schreef voor haar ook de monoloog De opbouw over het Bombardement op Rotterdam (“De bakker brengt het brood van puin tot puin”). Al snel kwam ook haar eigen productie van de grond, mede doordat De la Mar weigerde zich in te schrijven bij de Kultuurkamer. Ze bracht De zomer in ’t hoofd onder Cabaret Martie Verdenius, waarvoor echtgenoot Jan Prent het decor verzorgde. Het gezelschap zou in weerwil van die oorlog en bezetting, waarop ze scherp reageerde, tot 1953 bestaan.  Met mensen als Ton van Duinhoven, Wim Ibo, diezelfde Fien de la Mar en Jo Spiers achter de piano.
Verdenius kon of wilde zich in de jaren vijftig niet aanpassen aan een veranderende theaterwereld. In 1948 scheidde ze van haar man en de flop van Te waar om mooi te zijn noopte haar om haar ensemble op te heffen. Ze ging andere dingen doen, zoals werken bij Elsevier (1951-1963), ging de reclamewereld in, maar bleef met teksten op de achtergrond werken voor theater en televisie. Ze publiceerde twee meisjesboeken: Guusje Erica (1952, naam van de dochter) en Waarom ik nou?. Ze gaf les aan de nijverheidsschool (ze had in 1930 haar diploma LO gehaald) en de Kleinkunstacademie en verzorgde lezingen voor het bedrijfsleven en onder andere het Instituut voor Sociale Wetenschappen.
Ze verdween desalniettemin langzaam uit de schijnwerpers.

### Ander werk
In 1933 publiceerde Het Volk, dagblad voor de arbeiderspartij in de rubriek “Ons kort verhaal” het verhaal Tobias.
Annie M.G. Schmidt schreef Als vrouwen staken (1952) over gelijke beloning voor man en vrouw speciaal voor haar. Wim Ibo kwam in 1975, toen ze al in de vergetelheid was geraakt met een langspeelplaat met twaalf liedjes waarvoor ze de teksten had geschreven. Artiesten als Nell Koppen, Adèle Bloemendaal, George Groot en Ankie Groot werkten er aan mee. In 1990 ondertekenden Martie en kinderen het Bericht van overlijden van Jo Spiers met “zeer goede vriend”.

## Guusje Prent
Dochter Guusje Prent geniet/genoot ook enige belangstelling, maar dan in de filmwereld. In 1962 zat ze als Guusje Verdenius in het panel van Top of Flop van Herman Stok; ze zat naast Yoka Berretty en Rob de Nijs.  In 1977 was ze productieleidster in de film Blindgangers van Ate de Jong.  In 1981 maakte ze documentaires Van een andere orde (over advocaten), Wespetheater op streektournee en in 1983 De duobaan. In 1991 werkte ze mee aan In het zweet uws aanschijns. In 1991 maakte Guusje Prent een korte film over haar moeder onder de vlag: "Mag werken dan geen spelen zijn (vraagt dochter); Nee, dat mag niet (zegt moeder)."
- Biografisch Portaal: 91654399
- Digitale Bibliotheek voor de Nederlandse Letteren: verd006
- Gemeinsame Normdatei: 1168161886
- MusicBrainz: 4b4d9716-e6de-48ae-947e-34ebad026789
- Nederlandse Thesaurus van Auteursnamen: 069333742
- Virtual International Authority File: 281677649
- WorldCat: E39PBJwMxHVxmDHpXttckDXyBP